# 다카라즈카 가극단 18기생
다카라즈카 가극단 18기생은 1928년에 다카라즈카 가극단에 입단하여, 1929년 하나구미 공연 『봄의 춤』 (일부 생도는 『후미에』 『에스파다』에도 출연)으로 초무대를 밟은 51명을 가리킨다. 당시에는 다카라즈카 소녀가극단이었다.

## 개요
이 기수에는 가극단 명예이사를 맡았던 카스가노 야치요, "아니키(형님)"라는 애칭을 가진 아시하라 쿠니코, 후지노 타카네와 미츠루기 케이코 등의 생도가 입단했다.

## 일람
입단 당시 성적순으로 정리되어있다.
| 예명            | 생일      | 출신지                     | 출신 학교                    | 예명의 유래              | 애칭                         | 퇴단년도 | 비고   | |
| --------------- | --------- | -------------------------- | ---------------------------- | ------------------------ | ---------------------------- | -------- | ------ | --- |
| 七草悦子        |           |                            |                              |                          |                              |          | 1932년 | 나나쿠사 츠유코 (七草露子)로 개명 |
| 나나쿠사 에츠코 |           |                            |                              |                          |                              |          | 1932년 | 나나쿠사 츠유코 (七草露子)로 개명 |
| 月夜見久子      |           |                            |                              |                          |                              |          | 1932년 | |
| 츠키요미 히사코 |           |                            |                              |                          |                              |          | 1932년 | |
| 水上清子        | 5월 13일  |                            | 아이치현제1고등여학교        | 물에서 고안              |                              |          | 1935년 | |
| 미나카미 키요코 | 5월 13일  |                            | 아이치현제1고등여학교        | 물에서 고안              |                              |          | 1935년 | |
| 櫻井七重        | 9월 1일   | 교토부                     | 도시샤여학교                 |                          | 오카칭                       | 여역     | 1938년 | |
| 사쿠라이 나나에 | 9월 1일   | 교토부                     | 도시샤여학교                 |                          | 오카칭                       | 여역     | 1938년 | |
| 北原時雨        | 12월 1일  |                            | 와카부립오오테마에고등여학교 |                          | 나베짱                       |          | 1933년 | |
| 키타하라 시구레 | 12월 1일  |                            | 와카부립오오테마에고등여학교 |                          | 나베짱                       |          | 1933년 | |
| 大路多雅子      | 3월 21일  | 효고현 고베시              | 고베시립제1고등여학교        |                          | 쇼-상                        | 남역     | 1937년 | |
| 오오지 타카코   | 3월 21일  | 효고현 고베시              | 고베시립제1고등여학교        |                          | 쇼-상                        | 남역     | 1937년 | |
| 故里しのぶ      | 6월 1일   |                            | 오사카부립이쿠노고등여학교   |                          | 에구시짱                     |          | 1937년 | |
| 후루사토 시노부 | 6월 1일   |                            | 오사카부립이쿠노고등여학교   |                          | 에구시짱                     |          | 1937년 | |
| 千鳥関子        | 9월 27일  | 오사카부                   |                              |                          |                              |          | 1937년 | |
| 치도리 세키코   | 9월 27일  | 오사카부                   |                              |                          |                              |          | 1937년 | |
| 衣川千浪        | 1월 3일   |                            |                              |                          | 츄츄                         | 여역     | 1937년 | |
| 키누카와 치나미 | 1월 3일   |                            |                              |                          | 츄츄                         | 여역     | 1937년 | |
| 玉津眞砂        | 12월 1일  | 이시카와현 카나자와시      | 오사카신아이고등여학교       |                          | 닛샹, 치비짱                 | 여역     | 1947년 | |
| 타마츠 마사고   | 12월 1일  | 이시카와현 카나자와시      | 오사카신아이고등여학교       |                          | 닛샹, 치비짱                 | 여역     | 1947년 | |
| 里野小美智      | 11월 3일  |                            |                              |                          | 큐우리                       |          | 1937년 | |
| 사토노 코미치   | 11월 3일  |                            |                              |                          | 큐우리                       |          | 1937년 | |
| 葵八重子        | 11월 9일  |                            | 소우아이고등여학교           |                          | 야마, 야마한                 | 여역     | 1935년 | 언니 에지마 치에코 (17) |
| 아오이 야에코   | 11월 9일  |                            | 소우아이고등여학교           |                          | 야마, 야마한                 | 여역     | 1935년 | 언니 에지마 치에코 (17) |
| 隼律子          | 4월 16일  |                            | 오사카부립이치오카고등여학교 |                          |                              |          | 1935년 | |
| 하야부사 리츠코 | 4월 16일  |                            | 오사카부립이치오카고등여학교 |                          |                              |          | 1935년 | |
| 越路順子        | 1월 1일   |                            | 니이가타현립마키고등여학교   |                          |                              |          | 1933년 | |
| 코시지 준코     | 1월 1일   |                            | 니이가타현립마키고등여학교   |                          |                              |          | 1933년 | |
| 篁八十子        | 8월 19일  |                            |                              |                          | 토우상                       | 여역     | 1937년 | |
| 타카무라 야소코 | 8월 19일  |                            |                              |                          | 토우상                       | 여역     | 1937년 | |
| 志賀都          | 4월 18일  |                            |                              |                          | 로쿠쿤                       | 남역     | 1938년 | |
| 시가 미야코     | 4월 18일  |                            |                              |                          | 로쿠쿤                       | 남역     | 1938년 | |
| 神路日出子      | 10월 5일  |                            |                              |                          | 오쿠리상                     | 여역     | 1940년 | |
| 카미지 히데코   | 10월 5일  |                            |                              |                          | 오쿠리상                     | 여역     | 1940년 | |
| 富士野たかね    | 1월 4일   | 나가사키현                 |                              | 伊井蓉峰가 명명          | 치하루, 카츠상, 치하루츠     | 남역     | 1972년 | 후지노 타카네 (冨士野高嶺)로 개명. 퇴단후 하나야기 로쿠슌으로써 활동. 전 다카라즈카 음악학교 고문. 전 다카라즈카 가극단 동창회 「타카라토모노카이」 회장. 다카라즈카 가극 OG 묘비 「타카라토모의 탑」 건립에 진력을 다함. 2005년 (헤이세이 17년), 고베시 문화활동 공로상 수상. |
| 후지노 타카네   | 1월 4일   | 나가사키현                 |                              | 伊井蓉峰가 명명          | 치하루, 카츠상, 치하루츠     | 남역     | 1972년 | 후지노 타카네 (冨士野高嶺)로 개명. 퇴단후 하나야기 로쿠슌으로써 활동. 전 다카라즈카 음악학교 고문. 전 다카라즈카 가극단 동창회 「타카라토모노카이」 회장. 다카라즈카 가극 OG 묘비 「타카라토모의 탑」 건립에 진력을 다함. 2005년 (헤이세이 17년), 고베시 문화활동 공로상 수상. |
| 千歳君代        | 3월 12일  |                            |                              |                          |                              | 남역     | 1937년 | 치토세 유리코 (千歳百合子)로 개명 |
| 치토세 키미요   | 3월 12일  |                            |                              |                          |                              | 남역     | 1937년 | 치토세 유리코 (千歳百合子)로 개명 |
| 梅野愛子        | 8월 8일   | 오사카부                   |                              |                          | 후쿠상, 오후쿠               | 여역     | 1947년 | |
| 우메노 아이코   | 8월 8일   | 오사카부                   |                              |                          | 후쿠상, 오후쿠               | 여역     | 1947년 | |
| 檜垣葉子        | 10월 17일 |                            |                              | 우메모토 리쿠헤이가 명명 | 마메상, 마메짱               |          | 1937년 | |
| 히가키 요우코   | 10월 17일 |                            |                              | 우메모토 리쿠헤이가 명명 | 마메상, 마메짱               |          | 1937년 | |
| 宮島あき子      | 1월 31일  | 오사카부                   |                              |                          | 에미(笑)짱, 에미(江み)상     | 남역     | 1940년 | 남편 악단지휘자 미조구치 타카시 |
| 미야지마 아키코 | 1월 31일  | 오사카부                   |                              |                          | 에미(笑)짱, 에미(江み)상     | 남역     | 1940년 | 남편 악단지휘자 미조구치 타카시 |
| 東龍子          | 1월 20일  |                            |                              |                          |                              |          | 1934년 | |
| 아즈마 타츠코   | 1월 20일  |                            |                              |                          |                              |          | 1934년 | |
| 寶生雅子        | 12월 11일 |                            |                              |                          |                              |          | 1934년 | |
| 호쇼 마사코     | 12월 11일 |                            |                              |                          |                              |          | 1934년 | |
| 秦都美子        | 11월 17일 |                            |                              |                          | 바타상                       | 여역     | 1939년 | 남편 프로야구선수 카와무라 토쿠히사 |
| 하타 토미코     | 11월 17일 |                            |                              |                          | 바타상                       | 여역     | 1939년 | 남편 프로야구선수 카와무라 토쿠히사 |
| 壽三千代        | 10월 25일 |                            | 오사카고등여자직업학교       |                          |                              | 여역     | 1940년 | |
| 코토부키 미치요 | 10월 25일 |                            | 오사카고등여자직업학교       |                          |                              | 여역     | 1940년 | |
| 瑠璃若子        | 6월 30일  |                            |                              |                          |                              |          | 1937년 | |
| 루리 와카코     | 6월 30일  |                            |                              |                          |                              |          | 1937년 | |
| 末廣榮子        | 7월 2일   |                            |                              |                          | 맛짱                         |          | 1938년 | |
| 스에히로 에이코 | 7월 2일   |                            |                              |                          | 맛짱                         |          | 1938년 | |
| 早瀬千代子      | 6월 21일  | 오사카부 오사카시          |                              |                          | 우마, 오얏상                 |          | 1939년 | |
| 하야세 치요코   | 6월 21일  | 오사카부 오사카시          |                              |                          | 우마, 오얏상                 |          | 1939년 | |
| 摩耶弘子        | 5월 27일  |                            |                              |                          |                              |          | 1934년 | |
| 마야 히로코     | 5월 27일  |                            |                              |                          |                              |          | 1934년 | |
| 葦原邦子        | 12월 16일 | 효고현 고베시 히가시나다구 | 아마가사키시립고등여학교     | 豊葦原の瑞穂の國         | 아니키, 오카모토, 오카모스상 | 남역     | 1939년 | 배우 남편 나카하라 준이치 |
| 아시하라 쿠니코 | 12월 16일 | 효고현 고베시 히가시나다구 | 아마가사키시립고등여학교     | 豊葦原の瑞穂の國         | 아니키, 오카모토, 오카모스상 | 남역     | 1939년 | 배우 남편 나카하라 준이치 |
| 常盤君子        | 8월 14일  |                            |                              |                          | 부치                         |          | 1936년 | |
| 토키와 키미코   | 8월 14일  |                            |                              |                          | 부치                         |          | 1936년 | |
| 翠松子          | 8월 18일  |                            | 고베여학원                   |                          | 센이짱, 나캇쵸               | 여역     | 1937년 | |
| 미도리 마츠코   | 8월 18일  |                            | 고베여학원                   |                          | 센이짱, 나캇쵸               | 여역     | 1937년 | |
| 高根雪子        |           |                            |                              |                          |                              |          | 1932년 | |
| 타카네 유키코   |           |                            |                              |                          |                              |          | 1932년 | |
| 長雲喬子        |           |                            |                              |                          |                              |          | 1930년 | 1930년 12월 30일, 재단 중 사망 |
| 나가쿠모 쿄코   |           |                            |                              |                          |                              |          | 1930년 | 1930년 12월 30일, 재단 중 사망 |
| 那智美奈子      | 6월 7일   |                            |                              |                          | 놋페                         |          | 1937년 | |
| 나치 미나코     | 6월 7일   |                            |                              |                          | 놋페                         |          | 1937년 | |
| 春日野八千代    | 11월 12일 | 효고현 고베시 이쿠타구     | 큐죠제5진죠고등소학교        | 비파가 키미가요          | 욧짱, 도요치                 | 여역     | 2012년 | 후에 남역 전환. 가극단 명예이사. 일본무용 · 하나야나기로쿠야치요 2012년 8월 29일, 재단 중 사망 |
| 카스가노 야치요 | 11월 12일 | 효고현 고베시 이쿠타구     | 큐죠제5진죠고등소학교        | 비파가 키미가요          | 욧짱, 도요치                 | 여역     | 2012년 | 후에 남역 전환. 가극단 명예이사. 일본무용 · 하나야나기로쿠야치요 2012년 8월 29일, 재단 중 사망 |
| 倭ひふみ        | 2월 27일  |                            |                              |                          | 키요짱                       | 남역     | 1938년 | 야마토 히후미 (倭一二三)로 개명 |
| 야마토 히후미   | 2월 27일  |                            |                              |                          | 키요짱                       | 남역     | 1938년 | 야마토 히후미 (倭一二三)로 개명 |
| 若月麗子        |           |                            |                              |                          |                              |          | 1931년 | |
| 와카츠키 레이코 |           |                            |                              |                          |                              |          | 1931년 | |
| 春山かすみ      | 1월 13일  |                            |                              |                          | 오하루                       |          | 1937년 | |
| 하루야마 카스미 | 1월 13일  |                            |                              |                          | 오하루                       |          | 1937년 | |
| 難波かつ子      | 2월 1일   | 오카야마현                 |                              |                          | 코봉쨩                       | 여역     | 1947년 | 난바 아키코 (難波章子)로 개명. 배우 |
| 난바 카츠코     | 2월 1일   | 오카야마현                 |                              |                          | 코봉쨩                       | 여역     | 1947년 | 난바 아키코 (難波章子)로 개명. 배우 |
| 松浦房子        | 5월 11일  |                            |                              |                          | 톤공, 톤코                   | 여역     | 1938년 | |
| 마츠우라 후사코 | 5월 11일  |                            |                              |                          | 톤공, 톤코                   | 여역     | 1938년 | |
| 池水幸子        | 10월 31일 |                            |                              |                          | 마에한                       |          | 1932년 | 이케미즈 사키코 (池水咲子)로 개명 |
| 이케미즈 사치코 | 10월 31일 |                            |                              |                          | 마에한                       |          | 1932년 | 이케미즈 사키코 (池水咲子)로 개명 |
| 石山うた子      |           |                            |                              |                          |                              |          | 1934년 | 이시야마 우타코 (石山歌子)로 개명 |
| 이시야마 우타코 |           |                            |                              |                          |                              |          | 1934년 | 이시야마 우타코 (石山歌子)로 개명 |
| 山吹みさ子      |           |                            |                              |                          |                              |          | 1932년 | 야마부키 미야코 (山吹みや子)로 개명 |
| 야마부키 미사코 |           |                            |                              |                          |                              |          | 1932년 | 야마부키 미야코 (山吹みや子)로 개명 |
| 御所櫻子        | 10월 10일 |                            |                              |                          | 노에상                       |          | 1932년 | |
| 고쇼 사쿠라코   | 10월 10일 |                            |                              |                          | 노에상                       |          | 1932년 | |
| 梅園由紀子      | 1월 16일  |                            | 카고시마현립제2고등여학교    |                          |                              |          | 1933년 | |
| 우메조노 유키코 | 1월 16일  |                            | 카고시마현립제2고등여학교    |                          |                              |          | 1933년 | |
| 阿古屋珠子      | 4월 15일  |                            | 고베시립제2고등여학교        |                          | 조-니, 유키짱, 타마짱        |          | 1935년 | |
| 아코야 타마코   | 4월 15일  |                            | 고베시립제2고등여학교        |                          | 조-니, 유키짱, 타마짱        |          | 1935년 | |
| 深草彌生        | 1월 1일   |                            | 고베세이토쿠고등여학교       |                          |                              |          | 1933년 | |
| 후카쿠사 야요이 | 1월 1일   |                            | 고베세이토쿠고등여학교       |                          |                              |          | 1933년 | |
| 御劔敬子        | 1월 1일   | 오사카부                   | 후루야에이가쿠주쿠 여학부    |                          |                              | 남역     | 1942년 | 미츠루 케이코 (御鶴敬子)로 개명 |
| 미츠루기 케이코 | 1월 1일   | 오사카부                   | 후루야에이가쿠주쿠 여학부    |                          |                              | 남역     | 1942년 | 미츠루 케이코 (御鶴敬子)로 개명 |
| 若松節子        | 2월 14일  |                            | 오사카신아이고등여학교       |                          | 아맛쵸, 아마친               |          | 1938년 | |
| 와카마츠 세츠코 | 2월 14일  |                            | 오사카신아이고등여학교       |                          | 아맛쵸, 아마친               |          | 1938년 | |